# Round Lake Heights
Round Lake Heights és una vila dels Estats Units a l'estat d'Illinois. Segons el cens del 2000 tenia 1.347 habitants.

## Demografia
Segons el cens del 2000, Round Lake Heights tenia 1.347 habitants, 425 habitatges, i 339 famílies. La densitat de població era de 852,6 habitants/km².
Dels 425 habitatges en un 46,6% hi vivien nens de menys de 18 anys, en un 62,1% hi vivien parelles casades, en un 13,2% dones solteres, i en un 20,2% no eren unitats familiars. En el 14,6% dels habitatges hi vivien persones soles el 4% de les quals corresponia a persones de 65 anys o més que vivien soles. El nombre mitjà de persones vivint en cada habitatge era de 3,17 i el nombre mitjà de persones que vivien en cada família era de 3,49.
Per edats la població es repartia de la següent manera: un 31,3% tenia menys de 18 anys, un 10,2% entre 18 i 24, un 37,3% entre 25 i 44, un 15,6% de 45 a 60 i un 5,6% 65 anys o més.
L'edat mediana era de 29 anys. Per cada 100 dones de 18 o més anys hi havia 99,8 homes.
La renda mediana per habitatge era de 54.706 $ i la renda mediana per família de 60.000 $. Els homes tenien una renda mediana de 39.250 $ mentre que les dones 28.529 $. La renda per capita de la població era de 17.868 $. Aproximadament el 4,3% de les famílies i el 5,9% de la població estaven per davall del llindar de pobresa.

## Poblacions properes
El següent diagrama mostra les poblacions més properes.